# 費耶特縣 (喬治亞州)
費耶特縣（英語：Fayette County）是美國喬治亞州西北部的一個縣。面積516平方公里。根據美國人口調查局2000年統計，費耶特縣人口共有91,263人，其中白人占83.87%、非裔美國人占11.47%。縣治為費耶特維爾（Fayetteville）。
費耶特縣成立於1821年5月15日，而縣名是紀念美國獨立戰爭英雄、法國大革命領導者，拉法葉侯爵。